# ナイトステイ
ナイトステイとは、航空機（おもに旅客機）が夜から翌日の朝まで空港の駐機場で駐機することである。

## 概要
主に最終便が夜遅くに、始発便が早朝に設定されている路線の空港で行われる。当然運航には航空機が必要になるが、早朝の1番便にそのための機材を用意するのは非常に時間と人員コストがかかり、なおかつ旅客数が見込める保証もない。そこで、前日の最終便として到着した機材を到着空港で夜間停泊させ、その機材を翌日早朝の1番便（折り返し便）として運行する意図で行われる。
早朝・深夜便が設定されているということは、一般的に需要がある路線ということであり、空港利用客の利便性においても、空港が設置されている自治体の地域発展においても欠かせない要素であり、ナイトステイによる乗客数の増加は、統計上でも確認されている。そのため、ナイトステイ実現の際には盛大なセレモニーが行われることがしばしばある（庄内空港など）。ところが、空港・自治体にとっても利便が良くなるといった反面、空港の運用時間が長いことを前提に、夜間照明の設置、整備士の経費支援および操縦士・客室乗務員などの航空機搭乗員の宿泊施設が近隣に設置されていることが第一条件である。当然これらは主要空港を除き、地方空港では空港所在自治体の負担となり、これらの施設や経費などの捻出がネックとなるため、ナイトステイを行わない空港も多い。実際には航空会社による判断も加味される。